# NGC 4150
NGC 4150 је лентикуларна галаксија у сазвежђу Береникина коса која се налази на NGC листи објеката дубоког неба.
Деклинација објекта је + 30° 24' 7" а ректасцензија 12h 10m 33,6s. Привидна величина (магнитуда) објекта NGC 4150 износи 11,4 а фотографска магнитуда 12,4. Налази се на удаљености од 10,287 милиона парсека од Сунца. NGC 4150 је још познат и под ознакама UGC 7165, MCG 5-29-29, CGCG 158-37, IRAS 12080+3040, PGC 38742.